# Federación panafricana
La Federación panafricana fue una organización multinacional fundada por Jomo Kenyatta (presidente keniano) y Kwame Nkrumah (presidente ghanés) para promover la independencia de las naciones africanas a mediados del siglo XX, cuando muchas de estas naciones dependían de estados europeos.